# Figueiró (Paços de Ferreira)
Figueiró es una freguesia portuguesa del concelho de Paços de Ferreira, con 2,57 km² de superficie y 2.286 habitantes (2001). Su densidad de población es de 889,5 hab/km².